# Théobald Michau
Théobald Michau (Tournai, 1676 – Anvers, 1765) va ser un pintor barroc flamenc especialitzat en petits paisatges de gabinet.

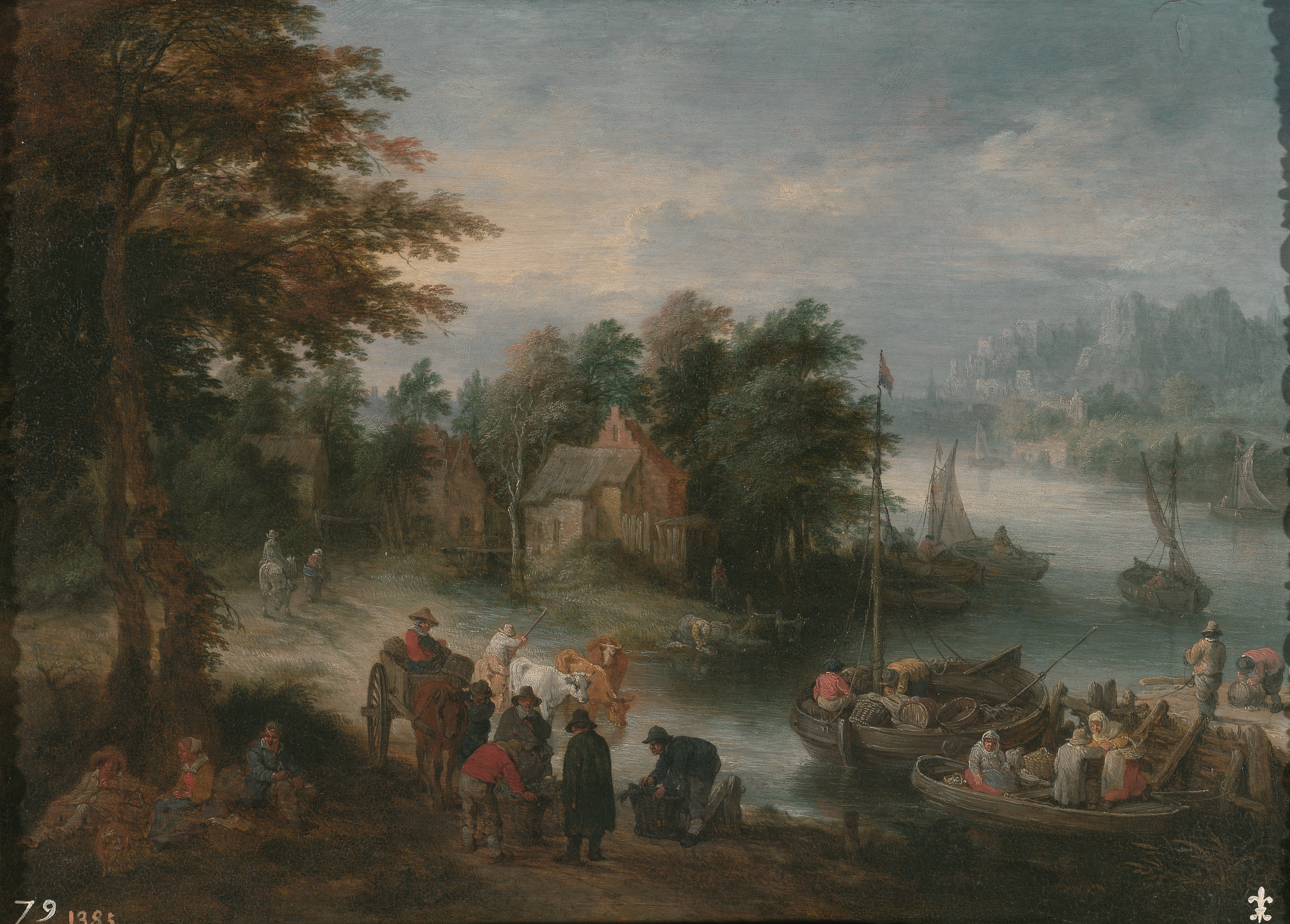
Riu amb gent i bestiar, oli sobre taula, 29 × 40,7 cm, Museu del Prado (Madrid)

 Deixeble de Lucas Achtschellinck a Brussel·les, on va residir entre 1686 i 1698, el 1710 es va inscriure en el gremi de Sant Lluc d'Anvers, on va fixar la seva residència fins a la seva mort. Malgrat la distància temporal, pot ser considerat el millor seguidor al segle xviii de l'estil analític i minuciós de Jan Brueghel de Velours, que seguia sent molt demandat, amb una paleta més clara i alegre, com correspondria al canvi de centúria, i els mateixos temes del món rural i camperol popularitzats per David Teniers el Vell.